# Bootle Football Club
Il Bootle Football Club è stata una società di calcio inglese, con sede a Bootle.

## Storia

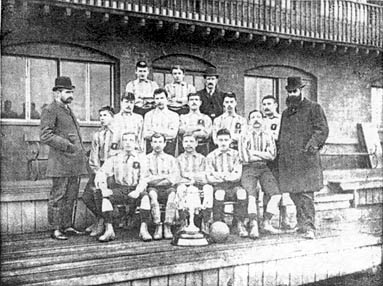
La squadra del Bootle in una foto del 1888.

La società venne fondata dal reverendo Alfred Keely nel 1879 come Bootle St Johns AFC e giocò il suo primo incontro nell'ottobre 1880 contro l'Everton; nel Natale dello stesso anno cambiò nome in Bootle AFC.
Nel 1881 partecipò per la prima volta alla FA Cup, raggiungendo il secondo turno. La società chiese di essere iscritta alla Football Association ma la domanda non venne accolta.
Nel 1882 vinse la Liverpool Cup, battendo in finale il Liverpool Ramblers, costituita da transfughi del club.
Nel 1887 fu ingaggiato lo scozzese Andrew Watson, il primo calciatore di colore ad aver vestito la maglia di una nazionale di calcio.
Nella FA Cup 1889-1890 raggiunse il miglior traguardo nella competizione, giungendo al terzo turno, perso contro i futuri campioni del Blackburn.
Nel 1892 partecipò alla prima edizione della Second Division, ottenendo l'ottavo posto finale. La società non si iscrisse alla stagione seguente a causa del fallimento finanziario occorsole.